# La Democracia (Filipinas)
La Democracia fue un periódico filipino editado en Manila entre 1899 y 1917.

## Historia
El diario nació en 1899, fundado por el botánico filipino Trinidad Pardo de Tavera. En el contexto de la ocupación estadounidense, la publicación mantuvo una postura abiertamente pro-norteamericana, si bien en la publicación también tuvieron acogida otras sensibilidades políticas. Estuvo editado en lengua española y tagala y mantuvo una línea editorial de corte nacionalista. Continuaría editándose hasta 1917, siendo sucedido posteriormente por The Philippines Herald.
Por la dirección pasaron, entre otros, Trinidad Pardo de Tavera, Hugo Salazar, Gaudencio Eleizegui o Manuel Bernabé.